# Campeonato de Wimbledon 2018
El torneo de Wimbledon de 2018 se disputó entre el 2 de julio y el 15 de julio de 2018 sobre las pistas de hierba del All England Lawn Tennis and Croquet Club, ubicado en Wimbledon, Reino Unido. Esta fue la 132.ª edición del campeonato y el tercer torneo de Grand Slam del año.

## Puntos y premios

### Distribución de puntos

#### Séniors
| Evento               | G    | F    | SF  | CF  | R16 | R32 | R64 | R128 | C  | C3 | C2 | C1 |
| Individual masculino | 2000 | 1200 | 720 | 360 | 180 | 90  | 45  | 10   | 25 | 16 | 8  | 0  |
| Dobles masculino     | 2000 | 1200 | 720 | 360 | 180 | 90  | 0   | —    | 25 | —  | —  | —  |
| Individual femenino  | 2000 | 1300 | 780 | 430 | 240 | 130 | 70  | 10   | 40 | 30 | 20 | 2  |
| Dobles femenino      | 2000 | 1300 | 780 | 430 | 240 | 130 | 10  | —    | —  | —  | —  | —  |

| Evento     | G   | F   | SF  | CF  |
| Individual | 800 | 500 | 375 | 100 |
| Dobles     | 800 | 500 | 100 | —   |

| Evento               | G   | F   | SF  | CF  | R16 | R32 | C  | C3 |
| Individual masculino | 375 | 270 | 180 | 120 | 75  | 30  | 25 | 20 |
| Individual femenino  | 375 | 270 | 180 | 120 | 75  | 30  | 25 | 20 |
| Dobles masculino     | 270 | 180 | 120 | 75  | 45  | —   | —  | —  |
| Dobles femenino      | 270 | 180 | 120 | 75  | 45  | —   | —  | —  |

### Premios en efectivo
En esta edición 2018 se repartirán en premios un total de 34 000 000 de libras esterlinas, lo que supone un incremento del 7,6% respecto a la edición 2017.
| Evento                        | G           | F           | SF        | CF        | R16       | R32       | R64      | R128     | C3       | C2     | C1     |
| Individual                    | 2 250 000 ₤ | 1 125 000 ₤ | 562 000 ₤ | 281 000 ₤ | 163 000 ₤ | 100 000 ₤ | 63 000 ₤ | 39 000 ₤ | 19 500 ₤ | 9750 ₤ | 4875 ₤ |
| Dobles *                      | 450 000 ₤   | 225 000 ₤   | 112 000 ₤ | 56 000 ₤  | 29 000 ₤  | 17 750 ₤  | 11 500 ₤ | —        | —        | —      | —      |
| Dobles mixto *                | 110 000 ₤   | 55 000 ₤    | 27 500 ₤  | 13 750 ₤  | 6500 ₤    | 3250 ₤    | 1625 ₤   | —        | —        | —      | —      |
| Individual en silla de ruedas | 40 000 ₤    | 20 000 ₤    | 13 000 ₤  | 8500 ₤    | —         | —         | —        | —        | —        | —      | —      |
| Dobles en silla de ruedas*    | 14 000 ₤    | 7000 ₤      | 4500 ₤    | —         | —         | —         | —        | —        | —        | —      | —      |
| Dobles (invitación)*          | 26 000 ₤    | 22 000 ₤    | 19 000 ₤  | 19 000 ₤  | 19 000 ₤  | —         | —        | —        | —        | —      | —      |

* Por equipo

## Actuación de los jugadores en el torneo

### Individual masculino
| Campeón                        | Campeón               | Finalista              | Finalista                  |
| ------------------------------ | --------------------- | ---------------------- | -------------------------- |
| Novak Djokovic [12]            | Novak Djokovic [12]   | Kevin Anderson [8]     | Kevin Anderson [8]         |
| Semifinalistas                 |                       |                        |                            |
| John Isner [9]                 | John Isner [9]        | Rafael Nadal [2]       | Rafael Nadal [2]           |
| Eliminados en cuartos de final |                       |                        |                            |
| Roger Federer [1]              | Milos Raonic [13]     | Kei Nishikori [24]     | Juan Martín del Potro [5]  |
| Eliminados en cuarta ronda     |                       |                        |                            |
| Adrian Mannarino [22]          | Gaël Monfils          | Mackenzie McDonald     | Stefanos Tsitsipas [31]    |
| Karen Jachanov                 | Ernests Gulbis [Q]    | Gilles Simon           | Jiří Veselý                |
| Eliminados en tercera ronda    |                       |                        |                            |
| Jan-Lennard Struff             | Daniil Medvédev       | Sam Querrey [11]       | Philipp Kohlschreiber [25] |
| Guido Pella                    | Dennis Novak [Q]      | Radu Albot             | Thomas Fabbiano [Q]        |
| Frances Tiafoe                 | Kyle Edmund [21]      | Nick Kyrgios [15]      | Alexander Zverev [4]       |
| Benoît Paire                   | Matthew Ebden         | Fabio Fognini [19]     | Álex de Miñaur             |
| Eliminados en segunda ronda    |                       |                        |                            |
| Lukáš Lacko                    | Ivo Karlović          | Ryan Harrison          | Daniil Medvédev            |
| Sergiy Stakhovsky [WC]         | Paolo Lorenzi         | Gilles Müller          | Andreas Seppi              |
| Marin Čilić [3]                | Nicolás Jarry         | Lucas Pouille [17]     | John Millman               |
| Ruben Bemelmans [Q]            | Aljaž Bedene          | Jared Donaldson        | Stan Wawrinka              |
| Marcos Baghdatis               | Julien Benneteau      | Bradley Klahn [Q]      | Horacio Zeballos           |
| Robin Haase                    | Bernard Tomic [LL]    | Damir Džumhur [27]     | Taylor Fritz               |
| Feliciano López                | Denis Shapovalov [26] | Matteo Berrettini      | Stéphane Robert            |
| Diego Schwartzman [14]         | Simone Bolelli [LL]   | Pierre-Hugues Herbert  | Mikhail Kukushkin          |
| Eliminados en primera ronda    |                       |                        |                            |
| Dušan Lajović                  | Benjamin Bonzi [Q]    | Mikhail Youzhny        | Leonardo Mayer [32]        |
| Christian Garin [Q]            | Roberto Carballés     | Gastão Elias           | Borna Ćorić [16]           |
| Jordan Thompson                | João Sousa            | Laslo Djere            | Richard Gasquet [23]       |
| Evgeny Donskoy                 | Michael Mmoh [LL]     | John-Patrick Smith [Q] | Norbert Gomboš [Q]         |
| Yoshihito Nishioka [PR]        | Jason Kubler [Q]      | Ričardas Berankis      | Filip Krajinović [28]      |
| Denis Kudla [WC]               | Peter Polansky [LL]   | Stefano Travaglia [Q]  | Liam Broady [WC]           |
| Yannick Maden [Q]              | Steve Johnson         | Cameron Norrie         | Pablo Carreño [20]         |
| Grégoire Barrère [Q]           | Malek Jaziri          | Yuki Bhambri           | Grigor Dimitrov [6]        |
| Dominic Thiem [7]              | David Ferrer          | Márton Fucsovics       | Fernando Verdasco [30]     |
| Alex Bolt [Q]                  | Yuichi Sugita         | Guido Andreozzi        | Tennys Sandgren            |
| Denis Istomin                  | Marius Copil          | Hubert Hurkacz [LL]    | Christian Harrison [Q]     |
| Maximilian Marterer            | Jay Clarke [WC]       | Lorenzo Sonego [LL]    | James Duckworth [PR]       |
| Peter Gojowczyk                | Federico Delbonis     | Jason Jung [LL]        | Jérémy Chardy              |
| Jack Sock [18]                 | Nikoloz Basilashvili  | Albert Ramos           | David Goffin [10]          |
| Mirza Bašić                    | Florian Mayer         | Pablo Cuevas           | Taro Daniel                |
| Marco Cecchinato [29]          | Mischa Zverev         | Vasek Pospisil         | Dudi Sela                  |

### Individual femenino
| Campeona                       | Campeona                  | Finalista                | Finalista                     |
| ------------------------------ | ------------------------- | ------------------------ | ----------------------------- |
| Angelique Kerber [11]          | Angelique Kerber [11]     | Serena Williams [25/PR]  | Serena Williams [25/PR]       |
| Semifinalistas                 |                           |                          |                               |
| Jeļena Ostapenko [12]          | Jeļena Ostapenko [12]     | Julia Görges [13]        | Julia Görges [13]             |
| Eliminadas en cuartos de final |                           |                          |                               |
| Dominika Cibulková             | Daria Kasátkina [14]      | Kiki Bertens [20]        | Camila Giorgi                 |
| Eliminadas en cuarta ronda     |                           |                          |                               |
| Su-Wei Hsieh                   | Aliaksandra Sasnovich     | Alison Van Uytvanck      | Belinda Bencic                |
| Karolína Plíšková [7]          | Donna Vekić               | Evgeniya Rodina [Q]      | Ekaterina Makarova            |
| Eliminadas en tercera ronda    |                           |                          |                               |
| Simona Halep [1]               | Elise Mertens [15]        | Vitalia Diatchenko [Q]   | Daria Gavrilova [26]          |
| Anett Kontaveit [28]           | Ashleigh Barty [17]       | Naomi Osaka [18]         | Carla Suárez [27]             |
| Mihaela Buzărnescu [29]        | Venus Williams [9]        | Barbora Strýcová [23]    | Yanina Wickmayer              |
| Kristina Mladenovic            | Madison Keys [10]         | Kateřina Siniaková       | Lucie Šafářová                |
| Eliminadas en segunda ronda    |                           |                          |                               |
| Saisai Zheng [PR]              | Lara Arruabarrena         | Johanna Konta [22]       | Sachia Vickery                |
| Kirsten Flipkens               | Sofia Kenin               | Samantha Stosur          | Taylor Townsend               |
| Garbiñe Muguruza [3]           | Jennifer Brady            | Eugénie Bouchard [Q]     | Yulia Putintseva              |
| Claire Liu [Q]                 | Katie Boulter [WC]        | Sara Sorribes [Q]        | Alison Riske                  |
| Victoria Azarenka              | Katie Swan [WC]           | Anna Blinkova            | Alexandra Dulgheru [Q]        |
| Vera Lapko                     | Lesia Tsurenko            | Andrea Petković          | Rebecca Peterson              |
| Tatjana Maria                  | Viktoriya Tomova [Q]      | Sorana Cîrstea           | Luksika Kumkhum               |
| Ons Jabeur [WC]                | Madison Brengle           | Agnieszka Radwańska [32] | Caroline Wozniacki [2]        |
| Eliminadas en primera ronda    |                           |                          |                               |
| Kurumi Nara                    | Qiang Wang                | Ana Bogdan               | Anastasia Pavlyuchenkova [30] |
| Natalia Vikhlyantseva          | Alizé Cornet              | Markéta Vondroušová      | Danielle Collins              |
| Katy Dunne [WC]                | Heather Watson            | Maria Sakkari            | María Sharápova [24]          |
| Caroline Dolehide [LL]         | Shuai Peng                | Pauline Parmentier       | Petra Kvitová [8]             |
| Naomi Broady [WC]              | Polona Hercog             | Kateryna Kozlova         | Denisa Allertová              |
| Stefanie Vögele                | Gabriella Taylor [WC]     | Magda Linette            | Jana Fett                     |
| Vera Zvonareva [Q]             | Ana Konjuh                | Verónica Cepede Royg     | Monica Niculescu              |
| Carina Witthöft                | Kaia Kanepi               | Mariana Duque [LL]       | Caroline Garcia [6]           |
| Harriet Dart [WC]              | Ekaterina Alexandrova     | Irina-Camelia Begu       | Aryna Sabalenka               |
| Barbora Štefková [Q]           | Yafan Wang                | Kristýna Plíšková        | Johanna Larsson               |
| Mónica Puig                    | Christina McHale          | Tímea Babos              | Svetlana Kuznetsova           |
| Shuai Zhang [31]               | Mona Barthel [Q]          | Viktória Kužmová         | Sloane Stephens [4]           |
| Elina Svitolina [5]            | Anna Karolína Schmiedlová | Tereza Smitková [WC]     | Arantxa Rus                   |
| Magdaléna Rybáriková [19]      | Antonia Lottner [Q]       | Bernarda Pera            | Ajla Tomljanović              |
| Coco Vandeweghe [16]           | Viktorija Golubic         | Aleksandra Krunić        | Anastasija Sevastova [21]     |
| Elena-Gabriela Ruse [Q]        | Kateryna Bondarenko       | Petra Martić             | Varvara Lepchenko             |

## Sumario

### Día 1 (2 de julio)
- Cabezas de serie eliminados:
  - Individual masculino:  Grigor Dimitrov [6],  Borna Ćorić [16],  Richard Gasquet [23],  Filip Krajinović [28],  Leonardo Mayer [32]
  - Individual femenino:  Sloane Stephens [4],  Elina Svitolina [5],  Coco Vandeweghe [16],  Magdaléna Rybáriková [19],  Anastasija Sevastova [21],  Shuai Zhang [31]
- Orden del día Archivado el 12 de julio de 2017 en Wayback Machine.

| Partidos en los estadios principales                 | Partidos en los estadios principales            | Partidos en los estadios principales            | Partidos en los estadios principales            |
| Partidos en el Estadio Central All England Club      | Partidos en el Estadio Central All England Club | Partidos en el Estadio Central All England Club | Partidos en el Estadio Central All England Club |
| Modalidad                                            | Ganadores                                       | Perdedores                                      | Resultado                                       |
| ---------------------------------------------------- | ----------------------------------------------- | ----------------------------------------------- | ----------------------------------------------- |
| Individual masculino - Primera ronda                 | Roger Federer [1]                               | Dušan Lajović                                   | 6-1, 6-3, 6-4                                   |
| Individual femenino - Primera ronda                  | Caroline Wozniacki [2]                          | Varvara Lepchenko                               | 6-0, 6-3                                        |
| Individual masculino - Primera ronda                 | Stan Wawrinka                                   | Grigor Dimitrov [6]                             | 1-6, 7-6(7-3), 7-6(7-5), 6-4                    |
| Partidos en el Estadio 1                             |                                                 |                                                 |                                                 |
| Modalidad                                            | Ganadores                                       | Perdedores                                      | Resultado                                       |
| Individual femenino - Primera ronda                  | Donna Vekić vs                                  | Sloane Stephens [4]                             | 6-1, 6-3                                        |
| Individual masculino - Primera ronda                 | Milos Raonic [13]                               | Liam Broady [WC]                                | 7-5, 6-0, 6-1                                   |
| Individual femenino - Primera ronda                  | Serena Williams [25/PR]                         | Arantxa Rus                                     | 7-5, 6-3                                        |
| Individual femenino - Primera ronda                  | Agnieszka Radwańska [32]                        | Elena-Gabriela Ruse [Q]                         | 6-3, 4-6, 7-5                                   |
| Partidos en el Estadio 2                             |                                                 |                                                 |                                                 |
| Modalidad                                            | Ganadores                                       | Perdedores                                      | Resultado                                       |
| Individual masculino - Primera ronda                 | Marin Čilić [3]                                 | Yoshihito Nishioka [PR]                         | 6-1, 6-4, 6-4                                   |
| Individual femenino - Primera ronda                  | Venus Williams [9]                              | Johanna Larsson                                 | 6-7(3-7), 6-2, 6-1                              |
| Individual masculino - Primera ronda                 | Gaël Monfils                                    | Richard Gasquet [23]                            | 7-6(8-6), 7-5, 6-4                              |
| Individual femenino - Primera ronda                  | Tatjana Maria                                   | Elina Svitolina [5]                             | 7-6(7-3), 4-6, 6-1                              |
| Partidos en el Estadio 3                             |                                                 |                                                 |                                                 |
| Modalidad                                            | Ganadores                                       | Perdedores                                      | Resultado                                       |
| Individual masculino - Primera ronda                 | Sam Querrey [11]                                | Jordan Thompson                                 | 6-2, 6-4, 6-3                                   |
| Individual femenino - Primera ronda                  | Madison Keys [10]                               | Ajla Tomljanović                                | 6-4, 6-2                                        |
| Individual masculino - Primera ronda                 | John Isner [9]                                  | Yannick Maden [Q]                               | 6-2, 7-6(7-4), 7-5                              |
| Individual femenino - Primera ronda                  | Kateřina Siniaková                              | Coco Vandeweghe [16]                            | 6-7(3-7), 6-3, 8-6                              |
| Fondo de color indica un partido de la rama femenina |                                                 |                                                 |                                                 |

### Día 2 (3 de julio)
- Cabezas de serie eliminados:
  - Individual masculino:  Dominic Thiem [7],  David Goffin [10],  Jack Sock [18],  Pablo Carreño [20],  Marco Cecchinato [29], Fernando Verdasco [30]
  - Individual femenino:  Caroline Garcia [6],  Petra Kvitová [8],  María Sharápova [24],  Anastasia Pavlyuchenkova [30]
- Orden del día Archivado el 12 de julio de 2017 en Wayback Machine.

| Partidos en los estadios principales                 | Partidos en los estadios principales            | Partidos en los estadios principales            | Partidos en los estadios principales            |
| Partidos en el Estadio Central All England Club      | Partidos en el Estadio Central All England Club | Partidos en el Estadio Central All England Club | Partidos en el Estadio Central All England Club |
| Modalidad                                            | Ganadores                                       | Perdedores                                      | Resultado                                       |
| ---------------------------------------------------- | ----------------------------------------------- | ----------------------------------------------- | ----------------------------------------------- |
| Individual femenino - Primera ronda                  | Garbiñe Muguruza [3]                            | Naomi Broady [WC]                               | 6-2, 7-5                                        |
| Individual masculino - Primera ronda                 | Rafael Nadal [2]                                | Dudi Sela                                       | 6-3, 6-3, 6-2                                   |
| Individual femenino - Primera ronda                  | Simona Halep [1]                                | Kurumi Nara                                     | 6-2, 6-4                                        |
| Individual femenino - Primera ronda                  | Jeļena Ostapenko [12]                           | Katy Dunne [WC]                                 | 6-3, 7-6(7-5)                                   |
| Partidos en el Estadio 1                             |                                                 |                                                 |                                                 |
| Modalidad                                            | Ganadores                                       | Perdedores                                      | Resultado                                       |
| Individual masculino - Primera ronda                 | Kyle Edmund [21]                                | Alex Bolt [Q]                                   | 6-2, 6-3, 7-5                                   |
| Individual femenino - Primera ronda                  | Aliaksandra Sasnovich                           | Petra Kvitová [8]                               | 6-4, 4-6, 6-0                                   |
| Individual masculino - Primera ronda                 | Novak Djokovic [12]                             | Tennys Sandgren                                 | 6-3, 6-1, 6-2                                   |
| Partidos en el Estadio 2                             |                                                 |                                                 |                                                 |
| Modalidad                                            | Ganadores                                       | Perdedores                                      | Resultado                                       |
| Individual femenino - Primera ronda                  | Johanna Konta [22]                              | Natalia Vikhlyantseva                           | 7-5, 7-6(9-7)                                   |
| Individual masculino - Primera ronda                 | Alexander Zverev [4]                            | James Duckworth [PR]                            | 7-5, 6-2, 6-0                                   |
| Individual masculino - Primera ronda                 | Marcos Baghdatis                                | Dominic Thiem [7]                               | 6-4, 7-5, 2-0, retirado                         |
| Individual femenino - Primera ronda                  | Vitalia Diatchenko [Q]                          | María Sharápova [24]                            | 6-7(3-7), 7-6(7-3), 6-4                         |
| Partidos en el Estadio 3                             |                                                 |                                                 |                                                 |
| Modalidad                                            | Ganadores                                       | Perdedores                                      | Resultado                                       |
| Individual masculino - Primera ronda                 | Juan Martín del Potro [5]                       | Peter Gojowczyk                                 | 6-3, 6-4, 6-3                                   |
| Individual femenino - Primera ronda                  | Angelique Kerber [11]                           | Vera Zvonareva [Q]                              | 7-5, 6-3                                        |
| Individual masculino - Primera ronda                 | Matthew Ebden                                   | David Goffin [10]                               | 6-4, 6-3, 6-4                                   |
| Individual femenino - Primera ronda                  | Belinda Bencic                                  | Caroline Garcia [6]                             | 7-6(7-2), 6-3                                   |
| Fondo de color indica un partido de la rama femenina |                                                 |                                                 |                                                 |

### Día 3 (4 de julio)
- Cabezas de serie eliminados:
  - Individual masculino:  Lucas Pouille [17]
  - Individual femenino:  Caroline Wozniacki [2],  Agnieszka Radwańska [32]
  - Dobles masculino:  Ivan Dodig / Rajeev Ram [10]
- Orden del día Archivado el 12 de julio de 2017 en Wayback Machine.

| Partidos en los estadios principales                 | Partidos en los estadios principales            | Partidos en los estadios principales            | Partidos en los estadios principales                 |
| Partidos en el Estadio Central All England Club      | Partidos en el Estadio Central All England Club | Partidos en el Estadio Central All England Club | Partidos en el Estadio Central All England Club      |
| Modalidad                                            | Ganadores                                       | Perdedores                                      | Resultado                                            |
| ---------------------------------------------------- | ----------------------------------------------- | ----------------------------------------------- | ---------------------------------------------------- |
| Individual femenino - Segunda ronda                  | Karolína Plíšková [7]                           | Victoria Azarenka                               | 6-3, 6-3                                             |
| Individual masculino - Segunda ronda                 | Roger Federer [1]                               | Lukáš Lacko                                     | 6-4, 6-4, 6-1                                        |
| Individual femenino - Segunda ronda                  | Serena Williams [25/PR]                         | Viktoriya Tomova [Q]                            | 6-1, 6-4                                             |
| Individual femenino - Segunda ronda                  | Kristina Mladenovic                             | Tatjana Maria                                   | 6-2, 6-2                                             |
| Partidos en el Estadio 1                             |                                                 |                                                 |                                                      |
| Modalidad                                            | Ganadores                                       | Perdedores                                      | Resultado                                            |
| Individual femenino - Segunda ronda                  | Venus Williams [9]                              | Alexandra Dulgheru [Q]                          | 4-6, 6-0, 6-1                                        |
| Individual femenino - Segunda ronda                  | Ekaterina Makarova                              | Caroline Wozniacki [2]                          | 6-4, 1-6, 7-5                                        |
| Individual masculino - Segunda ronda                 | Marin Čilić [3] vs Guido Pella                  | Marin Čilić [3] vs Guido Pella                  | 6-3, 6-1, 3-4, suspendido por falta de luz           |
| Partidos en el Estadio 2                             |                                                 |                                                 |                                                      |
| Modalidad                                            | Ganadores                                       | Perdedores                                      | Resultado                                            |
| Individual masculino - Segunda ronda                 | Milos Raonic [13]                               | John Millman                                    | 7-6(7-4), 7-6(7-4), 7-6(7-4)                         |
| Individual femenino - Segunda ronda                  | Lucie Šafářová                                  | Agnieszka Radwańska [32]                        | 7-5, 6-4                                             |
| Individual masculino - Segunda ronda                 | Andreas Seppi vs Kevin Anderson [8]             | Andreas Seppi vs Kevin Anderson [8]             | 3-6, 7-6(7-5), 3-6, 1-1, suspendido por falta de luz |
| Partidos en el Estadio 3                             |                                                 |                                                 |                                                      |
| Modalidad                                            | Ganadores                                       | Perdedores                                      | Resultado                                            |
| Individual femenino - Segunda ronda                  | Mihaela Buzărnescu [29]                         | Katie Swan [WC]                                 | 6-0, 6-3                                             |
| Individual masculino - Segunda ronda                 | Gaël Monfils                                    | Paolo Lorenzi                                   | 3-6, 6-3, 7-6(7-5), 7-6(7-3)                         |
| Individual masculino - Segunda ronda                 | Thomas Fabbiano [Q] vs Stan Wawrinka            | Thomas Fabbiano [Q] vs Stan Wawrinka            | 7-6(9-7), 6-3, 5-6, suspendido por falta de luz      |
| Fondo de color indica un partido de la rama femenina |                                                 |                                                 |                                                      |

### Día 4 (5 de julio)
- Cabezas de serie eliminados:
  - Individual masculino:  Marin Čilić [3],  Diego Schwartzman [14],  Denis Shapovalov [26],  Damir Džumhur [27]
  - Individual femenino:  Garbiñe Muguruza [3],  Johanna Konta [22]
  - Dobles masculino:  Henri Kontinen /  John Peers [3],  Max Mirnyi /  Philipp Oswald [16]
  - Dobles femenino:  Lyudmyla Kichenok / Alla Kudryavtseva [16]
- Orden del día Archivado el 14 de julio de 2014 en Wayback Machine.

| Partidos en los estadios principales                 | Partidos en los estadios principales            | Partidos en los estadios principales            | Partidos en los estadios principales            |
| Partidos en el Estadio Central All England Club      | Partidos en el Estadio Central All England Club | Partidos en el Estadio Central All England Club | Partidos en el Estadio Central All England Club |
| Modalidad                                            | Ganadores                                       | Perdedores                                      | Resultado                                       |
| ---------------------------------------------------- | ----------------------------------------------- | ----------------------------------------------- | ----------------------------------------------- |
| Individual masculino - Segunda ronda                 | Rafael Nadal [2]                                | Mikhail Kukushkin                               | 6-4, 6-3, 6-4                                   |
| Individual femenino - Segunda ronda                  | Dominika Cibulková                              | Johanna Konta [22]                              | 6-3, 6-4                                        |
| Individual masculino - Segunda ronda                 | Kyle Edmund [21]                                | Bradley Klahn [Q]                               | 6-4, 7-6(7-0), 6-2                              |
| Partidos en el Estadio 1                             |                                                 |                                                 |                                                 |
| Modalidad                                            | Ganadores                                       | Perdedores                                      | Resultado                                       |
| Individual masculino - Segunda ronda                 | Guido Pella                                     | Marin Čilić [3]                                 | 3-6, 1-6, 6-4, 7-6(7-3), 7-5                    |
| Individual femenino - Segunda ronda                  | Simona Halep [1]                                | Zheng Saisai [PR]                               | 7-5, 6-0                                        |
| Individual masculino - Segunda ronda                 | Juan Martín del Potro [5]                       | Feliciano López                                 | 6-4, 6-1, 6-2                                   |
| Individual masculino - Segunda ronda                 | Taylor Fritz vs Alexander Zverev [4]            | Taylor Fritz vs Alexander Zverev [4]            | 4-6, 7-5, 7-6(7-0), suspendido por falta de luz |
| Partidos en el Estadio 2                             |                                                 |                                                 |                                                 |
| Modalidad                                            | Ganadores                                       | Perdedores                                      | Resultado                                       |
| Individual femenino - Segunda ronda                  | Naomi Osaka [18]                                | Katie Boulter [WC]                              | 6-3, 6-4                                        |
| Individual masculino - Segunda ronda                 | Kevin Anderson [8]                              | Andreas Seppi                                   | 6-3, 6-7(5-7), 6-3, 6-4                         |
| Individual masculino - Segunda ronda                 | Novak Djokovic [12]                             | Horacio Zeballos                                | 6-1, 6-2, 6-3                                   |
| Individual masculino - Segunda ronda                 | Kei Nishikori [24]                              | Bernard Tomic [LL]                              | 2-6, 6-3, 7-6(9-7), 7-5                         |
| Individual femenino - Segunda ronda                  | Alison Van Uytvanck                             | Garbiñe Muguruza [3]                            | 5-7, 6-2, 6-1                                   |
| Partidos en el Estadio 3                             |                                                 |                                                 |                                                 |
| Modalidad                                            | Ganadores                                       | Perdedores                                      | Resultado                                       |
| Individual femenino - Segunda ronda                  | Ashleigh Barty [17]                             | Eugénie Bouchard [Q]                            | 6-4, 7-5                                        |
| Individual masculino - Segunda ronda                 | Thomas Fabbiano [Q]                             | Stan Wawrinka                                   | 7-6(9-7), 6-3, 7-6(8-6)                         |
| Individual masculino - Segunda ronda                 | Nick Kyrgios [15]                               | Robin Haase                                     | 6-3, 6-4, 7-5                                   |
| Individual masculino - Segunda ronda                 | Benoît Paire                                    | Denis Shapovalov [26]                           | 0-6, 6-2, 6-4, 7-6(7-3)                         |
| Individual femenino - Segunda ronda                  | Jeļena Ostapenko [12]                           | Kirsten Flipkens                                | 6-1, 6-3                                        |
| Fondo de color indica un partido de la rama femenina |                                                 |                                                 |                                                 |

### Día 5 (6 de julio)
- Cabezas de serie eliminados:
  - Individual masculino:  Sam Querrey [11],  Philipp Kohlschreiber [25]
  - Individual femenino:  Venus Williams [9],  Madison Keys [10],  Barbora Strýcová [23],  Mihaela Buzărnescu [29]
  - Dobles masculino:  Łukasz Kubot /  Marcelo Melo [2],  Aisam-ul-Haq Qureshi /  Jean-Julien Rojer [9],  Pablo Cuevas /  Marcel Granollers [11],  Rohan Bopanna /  Édouard Roger-Vasselin [12]
  - Dobles femenino:  Yung-Jan Chan /  Shuai Peng [5],  Hao-Ching Chan /  Zhaoxuan Yang [7],  Raquel Atawo /  Anna-Lena Grönefeld [11]
- Orden del día Archivado el 7 de julio de 2018 en Wayback Machine.

| Partidos en los estadios principales                 | Partidos en los estadios principales            | Partidos en los estadios principales            | Partidos en los estadios principales            |
| Partidos en el Estadio Central All England Club      | Partidos en el Estadio Central All England Club | Partidos en el Estadio Central All England Club | Partidos en el Estadio Central All England Club |
| Modalidad                                            | Ganadores                                       | Perdedores                                      | Resultado                                       |
| ---------------------------------------------------- | ----------------------------------------------- | ----------------------------------------------- | ----------------------------------------------- |
| Individual masculino - Tercera ronda                 | Gaël Monfils                                    | Sam Querrey [11]                                | 5-7, 6-4, 6-4, 6-2                              |
| Individual femenino - Tercera ronda                  | Serena Williams [25/PR]                         | Kristina Mladenovic                             | 7-5, 7-6(7-2)                                   |
| Individual masculino - Tercera ronda                 | Roger Federer [1]                               | Jan-Lennard Struff                              | 6-3, 7-5, 6-2                                   |
| Partidos en el Estadio 1                             |                                                 |                                                 |                                                 |
| Modalidad                                            | Ganadores                                       | Perdedores                                      | Resultado                                       |
| Individual masculino - Segunda ronda                 | Alexander Zverev [4]                            | Taylor Fritz                                    | 6–4, 5–7, 6–7(0–7), 6-1, 6-2                    |
| Individual femenino - Tercera ronda                  | Kiki Bertens [20]                               | Venus Williams [9]                              | 6-2, 6-7(5–7), 8-6                              |
| Individual femenino - Tercera ronda                  | Karolína Plíšková [7]                           | Mihaela Buzărnescu [29]                         | 3-6, 7-6(7–3), 6-1                              |
| Individual masculino - Tercera ronda                 | Dennis Novak [Q] vs Milos Raonic [13]           | Dennis Novak [Q] vs Milos Raonic [13]           | 6-7(5–7), 6-4, 5-6, suspendido por falta de luz |
| Partidos en el Estadio 2                             |                                                 |                                                 |                                                 |
| Modalidad                                            | Ganadores                                       | Perdedores                                      | Resultado                                       |
| Individual masculino - Tercera ronda                 | Kevin Anderson [8]                              | Philipp Kohlschreiber [25]                      | 6-3, 7-5, 7-5                                   |
| Individual femenino - Tercera ronda                  | Julia Görges [13]                               | Barbora Strýcová [23]                           | 7-6(7–3), 3-6, 10-8                             |
| Individual masculino - Tercera ronda                 | John Isner [9]                                  | Radu Albot                                      | 6-3, 6-4, 6-4                                   |
| Partidos en el Estadio 3                             |                                                 |                                                 |                                                 |
| Modalidad                                            | Ganadores                                       | Perdedores                                      | Resultado                                       |
| Individual femenino - Tercera ronda                  | Evgeniya Rodina [Q]                             | Madison Keys [10]                               | 7-5, 5-7, 6-4                                   |
| Individual femenino - Tercera ronda                  | Donna Vekić                                     | Yanina Wickmayer                                | 7-6(7-2), 6-1                                   |
| Individual masculino - Tercera ronda                 | Adrian Mannarino [22]                           | Daniil Medvédev                                 | 6-4, 6-3, 4-6, 5-7, 6-3                         |
| Dobles mixto - Primera ronda                         | Neal Skupski Naomi Broady                       | Joe Salisbury [WC] Katy Dunne [WC]              | 7-5, 7-5                                        |
| Fondo de color indica un partido de la rama femenina |                                                 |                                                 |                                                 |

### Día 6 (7 de julio)
- Cabezas de serie eliminados:
  - Individual masculino:  Alexander Zverev [4],  Fabio Fognini [14],  Nick Kyrgios [15],  Kyle Edmund [21]
  - Individual femenino:  Simona Halep [1],  Elise Mertens [15],  Ashleigh Barty [17],  Naomi Osaka [18],  Anett Kontaveit [28]
  - Dobles masculino:  Pierre-Hugues Herbert /  Nicolas Mahut [4]
  - Dobles mixto:  Marcelo Demoliner /  María José Martínez [15]
- Orden del día Archivado el 8 de julio de 2018 en Wayback Machine.

| Partidos en los estadios principales                 | Partidos en los estadios principales            | Partidos en los estadios principales            | Partidos en los estadios principales            |
| Partidos en el Estadio Central All England Club      | Partidos en el Estadio Central All England Club | Partidos en el Estadio Central All England Club | Partidos en el Estadio Central All England Club |
| Modalidad                                            | Ganadores                                       | Perdedores                                      | Resultado                                       |
| ---------------------------------------------------- | ----------------------------------------------- | ----------------------------------------------- | ----------------------------------------------- |
| Individual masculino - Tercera ronda                 | Rafael Nadal [2]                                | Álex de Miñaur                                  | 6-1, 6-2, 6-4                                   |
| Individual femenino - Tercera ronda                  | Angelique Kerber [11]                           | Naomi Osaka [18]                                | 6-2, 6-4                                        |
| Individual masculino - Tercera ronda                 | Novak Djokovic [12]                             | Kyle Edmund [21]                                | 4-6, 6-3, 6-2, 6-4                              |
| Partidos en el Estadio 1                             |                                                 |                                                 |                                                 |
| Modalidad                                            | Ganadores                                       | Perdedores                                      | Resultado                                       |
| Individual femenino - Tercera ronda                  | Su-Wei Hsieh                                    | Simona Halep [1]                                | 3-6, 6-4, 7-5                                   |
| Individual masculino - Tercera ronda                 | Ernests Gulbis [Q]                              | Alexander Zverev [4]                            | 7-6(7-2), 4-6, 5-7, 6-3, 6-0                    |
| Individual masculino - Tercera ronda                 | Kei Nishikori [24]                              | Nick Kyrgios [15]                               | 6-1, 7-6(7-3), 6-4                              |
| Partidos en el Estadio 2                             |                                                 |                                                 |                                                 |
| Modalidad                                            | Ganadores                                       | Perdedores                                      | Resultado                                       |
| Individual masculino - Tercera ronda                 | Juan Martín del Potro [5]                       | Benoît Paire                                    | 6-4, 7-6(7-4), 6-3                              |
| Individual femenino - Tercera ronda                  | Dominika Cibulková                              | Elise Mertens [15]                              | 6-2, 6-2                                        |
| Dobles masculino - Segunda ronda                     | Jamie Murray [5] Bruno Soares [5]               | Matthew Ebden Taylor Fritz                      | 7-5, 6-3, 6-1                                   |
| Partidos en el Estadio 3                             |                                                 |                                                 |                                                 |
| Modalidad                                            | Ganadores                                       | Perdedores                                      | Resultado                                       |
| Individual femenino - Tercera ronda                  | Daria Kasátkina [14]                            | Ashleigh Barty [17]                             | 7-5, 6-3                                        |
| Individual femenino - Tercera ronda                  | Jeļena Ostapenko [12]                           | Vitalia Diatchenko [Q]                          | 6-0, 6-4                                        |
| Individual masculino - Tercera ronda                 | Jiří Veselý                                     | Fabio Fognini [14]                              | 7-6(7-4), 3-6, 6-3, 6-2                         |
| Dobles mixto - Segunda ronda                         | Jack Sock Sloane Stephens                       | Marcelo Demoliner [15] María José Martínez [15] | 7-5, 6-2                                        |
| Dobles mixto - Segunda ronda                         | Jamie Murray Victoria Azarenka                  | Roman Jebavý [Alt] Lucie Hradecká [Alt]         | 6–7(2–7), 6-4, 6-4                              |
| Fondo de color indica un partido de la rama femenina |                                                 |                                                 |                                                 |

### Middle Sunday (8 de julio)
Siguiendo la tradición, este es un día de descanso, sin partidos.

### Día 7 (9 de julio)
- Cabezas de serie eliminados:
  - Individual masculino:  Adrian Mannarino [22],  Stefanos Tsitsipas [31]
  - Individual femenino:  Karolína Plíšková [7]
  - Dobles masculino:  Juan Sebastián Cabal /  Robert Farah [6],  Nikola Mektić /  Alexander Peya [8]
  - Dobles femenino:  Andrea Hlaváčková /  Barbora Strýcová [2],  Andreja Klepač /  María José Martínez [4],  Elise Mertens /  Demi Schuurs [8],  Kiki Bertens /  Johanna Larsson [9],  Kirsten Flipkens /  Monica Niculescu [13],  Lucie Hradecká /  Su-Wei Hsieh [14],  Vania King /  Katarina Srebotnik [17]
  - Dobles mixto:  Robert Farah /  Anna-Lena Grönefeld [7],  Rajeev Ram /  Andreja Klepač [8],  Max Mirnyi /  Květa Peschke [13]
- Orden del día Archivado el 10 de julio de 2018 en Wayback Machine.

| Partidos en los estadios principales                 | Partidos en los estadios principales            | Partidos en los estadios principales            | Partidos en los estadios principales                 |
| Partidos en el Estadio Central All England Club      | Partidos en el Estadio Central All England Club | Partidos en el Estadio Central All England Club | Partidos en el Estadio Central All England Club      |
| Modalidad                                            | Ganadores                                       | Perdedores                                      | Resultado                                            |
| ---------------------------------------------------- | ----------------------------------------------- | ----------------------------------------------- | ---------------------------------------------------- |
| Individual masculino - Cuarta ronda                  | Roger Federer [1]                               | Adrian Mannarino [22]                           | 6-0, 7-5, 6-4                                        |
| Individual femenino - Cuarta ronda                   | Serena Williams [25/PR]                         | Evgeniya Rodina [Q]                             | 6-2, 6-2                                             |
| Individual masculino - Cuarta ronda                  | Rafael Nadal [2]                                | Jiří Veselý                                     | 6-3, 6-3, 6-4                                        |
| Partidos en el Estadio 1                             |                                                 |                                                 |                                                      |
| Modalidad                                            | Ganadores                                       | Perdedores                                      | Resultado                                            |
| Individual femenino - Cuarta ronda                   | Angelique Kerber [11]                           | Belinda Bencic                                  | 6-3, 7-6(7-5)                                        |
| Individual masculino - Cuarta ronda                  | Kevin Anderson [8]                              | Gaël Monfils                                    | 7-6(7-4), 7-6(7-2), 5-7, 7-6(7-4)                    |
| Individual masculino - Cuarta ronda                  | Novak Djokovic [12]                             | Karen Jachanov                                  | 6-4, 6-2, 6-2                                        |
| Partidos en el Estadio 2                             |                                                 |                                                 |                                                      |
| Modalidad                                            | Ganadores                                       | Perdedores                                      | Resultado                                            |
| Individual femenino - Cuarta ronda                   | Kiki Bertens [20]                               | Karolína Plíšková [7]                           | 6-3, 7-6(7-1)                                        |
| Individual masculino - Cuarta ronda                  | Kei Nishikori [24]                              | Ernests Gulbis [Q]                              | 4-6, 7-6(7-5), 7-6(12-10), 6-1                       |
| Individual masculino - Cuarta ronda                  | Juan Martín del Potro [5] vs Gilles Simon       | Juan Martín del Potro [5] vs Gilles Simon       | 7-6(7-1), 7-6(7-5), 5-7, suspendido por falta de luz |
| Partidos en el Estadio 3                             |                                                 |                                                 |                                                      |
| Modalidad                                            | Ganadores                                       | Perdedores                                      | Resultado                                            |
| Individual femenino - Cuarta ronda                   | Jeļena Ostapenko [12]                           | Aliaksandra Sasnovich                           | 7-6(7-4), 6-0                                        |
| Individual femenino - Cuarta ronda                   | Julia Görges [13]                               | Donna Vekić                                     | 6-3, 6-2                                             |
| Individual masculino - Cuarta ronda                  | John Isner [9]                                  | Stefanos Tsitsipas [31]                         | 6-4, 7-6(10-8), 7-6(7-4)                             |
| Dobles mixto - Segunda ronda                         | Jay Clarke [WC] Harriet Dart [WC]               | Max Mirnyi [13] Květa Peschke [13]              | 6-2, 4-6, 6-4                                        |
| Fondo de color indica un partido de la rama femenina |                                                 |                                                 |                                                      |

### Día 8 (10 de julio)
- Cabezas de serie eliminados:
  - Individual femenino:  Daria Kasátkina [14],  Kiki Bertens [20]
  - Dobles masculino:  Jamie Murray /  Bruno Soares [5],  Ben McLachlan /  Jan-Lennard Struff [14]
  - Dobles mixto:  Mate Pavić /  Gabriela Dabrowski [1],  Édouard Roger-Vasselin /  Andrea Hlaváčková [6],  Ben McLachlan /  Eri Hozumi [14],  Henri Kontinen /  Heather Watson [16]
- Orden del día Archivado el 10 de julio de 2018 en Wayback Machine.

| Partidos en los estadios principales                 | Partidos en los estadios principales            | Partidos en los estadios principales             | Partidos en los estadios principales            |
| Partidos en el Estadio Central All England Club      | Partidos en el Estadio Central All England Club | Partidos en el Estadio Central All England Club  | Partidos en el Estadio Central All England Club |
| Modalidad                                            | Ganadores                                       | Perdedores                                       | Resultado                                       |
| ---------------------------------------------------- | ----------------------------------------------- | ------------------------------------------------ | ----------------------------------------------- |
| Individual femenino - Cuartos de final               | Angelique Kerber [11]                           | Daria Kasátkina [14]                             | 6-3, 7-5                                        |
| Individual femenino - Cuartos de final               | Serena Williams [25/PR]                         | Camila Giorgi                                    | 3-6, 6-3, 6-4                                   |
| Dobles masculino - Cuartos de final                  | Raven Klaasen [13] Michael Venus [13]           | Jamie Murray [5] Bruno Soares [5]                | 6-7(5-7), 7-6(7-5), 5-7, 7-6(7-4), 6-4          |
| Partidos en el Estadio 1                             |                                                 |                                                  |                                                 |
| Modalidad                                            | Ganadores                                       | Perdedores                                       | Resultado                                       |
| Individual femenino - Cuartos de final               | Jeļena Ostapenko [11]                           | Dominika Cibulková                               | 7-5, 6-4                                        |
| Individual femenino - Cuartos de final               | Julia Görges [13]                               | Kiki Bertens [20]                                | 3-6, 7-5, 6-1                                   |
| Dobles masculino - Cuartos de final                  | Dominic Inglot [15] Franko Škugor [15]          | Robin Haase Robert Lindstedt                     | 6-3, 6-7(2-7), 7-6(7-1), 6-4                    |
| Partidos en el Estadio 2                             |                                                 |                                                  |                                                 |
| Modalidad                                            | Ganadores                                       | Perdedores                                       | Resultado                                       |
| Leyendas Mayor masculino                             | Richard Krajicek Mark Petchey                   | Patrick McEnroe Jeff Tarango                     | 6-4, 6-2                                        |
| Individual masculino - Cuarta ronda                  | Juan Martín del Potro [7]                       | Gilles Simon                                     | 7-6(7-1), 7-6(7-5), 5-7, 7-6(7-5)               |
| Dobles masculino - Cuartos de final                  | Frederik Nielsen [WC] Joe Salisbury [WC]        | Ben McLachlan [14] Jan-Lennard Struff [14]       | 7-6(8-6), 4-6, 7-6(7-2), 7-6(7-4)               |
| Leyendas femenino                                    | Na Li Ai Sugiyama                               | Tracy Austin Anne Keothavong                     | 6-1, 6-4                                        |
| Partidos en el Estadio 3                             |                                                 |                                                  |                                                 |
| Modalidad                                            | Ganadores                                       | Perdedores                                       | Resultado                                       |
| Leyendas Mayor masculino                             | Jacco Eltingh Paul Haarhuis                     | Mansour Bahrami Goran Ivanišević                 | 6-4, 6-3                                        |
| Dobles mixto - Tercera ronda                         | Alexander Peya [11] Nicole Melichar [11]        | Édouard Roger-Vasselin [6] Andrea Hlaváčková [6] | 7-6(7-5), 4-6, 9-7                              |
| Dobles masculino - Cuartos de final                  | Mike Bryan [7] Jack Sock [7]                    | Divij Sharan Artem Sitak                         | 7-6(7-4), 7-6(7-5), 6-7(3-7), 6-4               |
| Dobles mixto - Tercera ronda                         | Ivan Dodig [3] Yung-Jan Chan [3]                | Henri Kontinen [16] Heather Watson [16]          | 6-2, 7-6(7-4)                                   |
| Fondo de color indica un partido de la rama femenina |                                                 |                                                  |                                                 |

### Día 9 (11 de julio)
- Cabezas de serie eliminados:
  - Individual masculino:  Roger Federer [1],  Juan Martín del Potro [5],  Milos Raonic [13],  Kei Nishikori [24]
  - Dobles femenino:  Tímea Babos /  Kristina Mladenovic [1]
  - Dobles mixto:  Nikola Mektić /  Hao-Ching Chan [5],  Matwé Middelkoop /  Johanna Larsson [12]
- Orden del día Archivado el 12 de julio de 2018 en Wayback Machine.

| Partidos en los estadios principales                 | Partidos en los estadios principales            | Partidos en los estadios principales            | Partidos en los estadios principales            |
| Partidos en el Estadio Central All England Club      | Partidos en el Estadio Central All England Club | Partidos en el Estadio Central All England Club | Partidos en el Estadio Central All England Club |
| Modalidad                                            | Ganadores                                       | Perdedores                                      | Resultado                                       |
| ---------------------------------------------------- | ----------------------------------------------- | ----------------------------------------------- | ----------------------------------------------- |
| Individual masculino - Cuartos de final              | Novak Djokovic [12]                             | Kei Nishikori [24]                              | 6-3, 3-6, 6-2, 6-2                              |
| Individual masculino - Cuartos de final              | Rafael Nadal [2]                                | Juan Martín del Potro [5]                       | 7-5, 6-7(7-9), 4-6, 6-4, 6-4                    |
| Partidos en el Estadio 1                             |                                                 |                                                 |                                                 |
| Modalidad                                            | Ganadores                                       | Perdedores                                      | Resultado                                       |
| Individual masculino - Cuartos de final              | Kevin Anderson [8]                              | Roger Federer [1]                               | 2-6, 6-7(5-7), 7-5, 6-4, 13-11                  |
| Individual masculino - Cuartos de final              | John Isner [9]                                  | Milos Raonic [13]                               | 6-7(5-7), 7-6(9-7), 6-4, 6-3                    |
| Partidos en el Estadio 2                             |                                                 |                                                 |                                                 |
| Modalidad                                            | Ganadores                                       | Perdedores                                      | Resultado                                       |
| Dobles femenino - Cuartos de final                   | Alicja Rosolska Abigail Spears                  | Tímea Babos [1] Kristina Mladenovic [1]         | 7-6(7-4), 6-3                                   |
| Dobles femenino - Cuartos de final                   | Barbora Krejčíková [3] Kateřina Siniaková [3]   | Tatjana Maria Heather Watson                    | 3-6, 7-6(7-5), 6-4                              |
| Dobles mixto - Tercera ronda                         | Jamie Murray Victoria Azarenka                  | Matwé Middelkoop [12] Johanna Larsson [12]      | 7-6(8-6), 6-3                                   |
| Dobles mixto - Tercera ronda                         | Juan Sebastián Cabal [10] Abigail Spears [10]   | Robin Haase Kirsten Flipkens                    | 6-3, 6-4                                        |
| Partidos en el Estadio 3                             |                                                 |                                                 |                                                 |
| Modalidad                                            | Ganadores                                       | Perdedores                                      | Resultado                                       |
| Dobles femenino - Cuartos de final                   | Nicole Melichar [12] Květa Peschke [12]         | Irina-Camelia Begu Mihaela Buzărnescu           | 5-7, 6-4, 6-4                                   |
| Dobles femenino - Cuartos de final                   | Gabriela Dabrowski [6] Yifan Xu [6]             | Bethanie Mattek-Sands Lucie Šafářová            | 5-7, 6-4, 6-2                                   |
| Dobles mixto - Tercera ronda                         | Michael Venus [9] Katarina Srebotnik [9]        | Nikola Mektić [5] Hao-Ching Chan [5]            | 4-6, 7-6(7-2), 6-4                              |
| Leyendas femenino                                    | Kim Clijsters Rennae Stubbs                     | Na Li Ai Sugiyama                               | 6–1, 6–4                                        |
| Leyendas femenino                                    | Cara Black Martina Navrátilová                  | Lindsay Davenport Mary Joe Fernández            | 6-3, 6-3                                        |
| Fondo de color indica un partido de la rama femenina |                                                 |                                                 |                                                 |

### Día 10 (12 de julio)
- Cabezas de serie eliminados:
  - Individual femenino:  Jeļena Ostapenko [12],  Julia Görges [13]
  - Dobles masculino:  Dominic Inglot /  Franko Škugor [15]
  - Dobles mixto:  Bruno Soares /  Ekaterina Makarova [2],  Jean-Julien Rojer /  Demi Schuurs [4],  Juan Sebastián Cabal /  Abigail Spears [10]
- Orden del día Archivado el 12 de julio de 2018 en Wayback Machine.

| Partidos en los estadios principales                 | Partidos en los estadios principales            | Partidos en los estadios principales            | Partidos en los estadios principales            |
| Partidos en el Estadio Central All England Club      | Partidos en el Estadio Central All England Club | Partidos en el Estadio Central All England Club | Partidos en el Estadio Central All England Club |
| Modalidad                                            | Ganadores                                       | Perdedores                                      | Resultado                                       |
| ---------------------------------------------------- | ----------------------------------------------- | ----------------------------------------------- | ----------------------------------------------- |
| Individual femenino - Semifinales                    | Angelique Kerber [11]                           | Jeļena Ostapenko [12]                           | 6-3, 6-3                                        |
| Individual femenino - Semifinales                    | Serena Williams [25/PR]                         | Julia Görges [13]                               | 6-2, 6-4                                        |
| Dobles mixto - Cuartos de final                      | Jay Clarke [WC] Harriet Dart [WC]               | Juan Sebastián Cabal [10] Abigail Spears [10]   | 7-6(12-10), 7-5                                 |
| Partidos en el Estadio 1                             |                                                 |                                                 |                                                 |
| Modalidad                                            | Ganadores                                       | Perdedores                                      | Resultado                                       |
| Dobles masculino - Semifinales                       | Raven Klaasen [13] Michael Venus [13]           | Frederik Nielsen Joe Salisbury                  | 7-6(8-6), 3-6, 6-3, 6-4                         |
| Dobles mixto - Cuartos de final                      | Jamie Murray Victoria Azarenka                  | Jean-Julien Rojer [4] Demi Schuurs [4]          | 4-6, 7-5, 7-5                                   |
| Dobles mixto - Cuartos de final                      | Michael Venus [9] Katarina Srebotnik [9]        | Ivan Dodig Yung-Jan Chan                        | 7-5, 3-6, 6-0                                   |
| Partidos en el Estadio 2                             |                                                 |                                                 |                                                 |
| Modalidad                                            | Ganadores                                       | Perdedores                                      | Resultado                                       |
| Leyendas masculino                                   | Thomas Enqvist Thomas Johansson                 | Jamie Delgado Jonathan Marray                   | 7-6(7-3), 6-3                                   |
| Dobles masculino - Semifinales                       | Mike Bryan [7] Jack Sock [7]                    | Dominic Inglot [15] Franko Škugor [15]          | 6-3, 6-1, 6-7(11-13), 6-7(4-7), 6-4             |
| Individual júnior femenino - Cuartos de final        | Iga Swiatek                                     | Emma Raducanu                                   | 6-0, 6-1                                        |
| Partidos en el Estadio 3                             |                                                 |                                                 |                                                 |
| Modalidad                                            | Ganadores                                       | Perdedores                                      | Resultado                                       |
| Leyendas femenino                                    | Iva Majoli Selima Sfar                          | Tracy Austin Anne Keothavong                    | 5-7, 6-3, [10-7]                                |
| Leyendas Mayor masculino                             | Wayne Ferreira Mark Woodforde                   | Patrick McEnroe Jeff Tarango                    | 6-2, 6-3                                        |
| Leyendas Mayor masculino                             | Jacco Eltingh Paul Haarhuis                     | Jeremy Bates Andrew Castle                      | 6–4, 6–3                                        |
| Leyendas Mayor masculino                             | Jonas Björkman Todd Woodbridge                  | Mansour Bahrami Goran Ivanišević                | 6–4, 4–6, [10–7]                                |
| Leyendas masculino                                   | Justin Gimelstob Ross Hutchins                  | Arnaud Clément Miles Maclagan                   | 6–2, 7–5                                        |
| Fondo de color indica un partido de la rama femenina |                                                 |                                                 |                                                 |

### Día 11 (13 de julio)
- Cabezas de serie eliminados:
  - Individual masculino:  John Isner [9]
  - Dobles femenino:  Gabriela Dabrowski /  Yifan Xu [6]
  - Dobles mixto:  Michael Venus /  Katarina Srebotnik [9]
- Orden del día Archivado el 14 de julio de 2018 en Wayback Machine.

| Partidos en los estadios principales                 | Partidos en los estadios principales            | Partidos en los estadios principales            | Partidos en los estadios principales            |
| Partidos en el Estadio Central All England Club      | Partidos en el Estadio Central All England Club | Partidos en el Estadio Central All England Club | Partidos en el Estadio Central All England Club |
| Modalidad                                            | Ganadores                                       | Perdedores                                      | Resultado                                       |
| ---------------------------------------------------- | ----------------------------------------------- | ----------------------------------------------- | ----------------------------------------------- |
| Individual masculino - Semifinales                   | Kevin Anderson [8]                              | John Isner [9]                                  | 7-6(8-6), 6-7(5-7), 6-7(9-11), 6-4, 26-24       |
| Individual masculino - Semifinales                   | Novak Djokovic [12] vs Rafael Nadal [2]         | Novak Djokovic [12] vs Rafael Nadal [2]         | 6-4, 3-6, 7-6(11-9), suspendido                 |
| Partidos en el Estadio 1                             |                                                 |                                                 |                                                 |
| Modalidad                                            | Ganadores                                       | Perdedores                                      | Resultado                                       |
| Dobles femenino - Semifinales                        | Nicole Melichar [12] Květa Peschke [12]         | Gabriela Dabrowski [6] Yifan Xu [6]             | 6-3, 4-6, 7-5                                   |
| Dobles femenino - Semifinales                        | Barbora Krejčíková [3] Kateřina Siniaková [3]   | Alicja Rosolska Abigail Spears                  | 7-5, 6-4                                        |
| Dobles mixto - Semifinales                           | Jamie Murray Victoria Azarenka                  | Jay Clarke [WC] Harriet Dart [WC]               | 6-2, 6-2                                        |
| Partidos en el Estadio 3                             |                                                 |                                                 |                                                 |
| Modalidad                                            | Ganadores                                       | Perdedores                                      | Resultado                                       |
| Leyendas Mayor masculino                             | Jeremy Bates Andrew Castle                      | Mansour Bahrami Goran Ivanišević                | 6-4, 7-6(7-4)                                   |
| Leyendas femenino                                    | Conchita Martínez Barbara Schett                | Lindsay Davenport Mary Joe Fernández            | 6-4, 4-6, [10-6]                                |
| Individual júnior masculino - Semifinales            | Jack Draper                                     | Nicolás Mejía [5]                               | 7-6(7-5), 6-7(6-8), 19-17                       |
| Dobles mixto - Semifinales                           | Alexander Peya [11] Nicole Melichar [11]        | Michael Venus [9] Katarina Srebotnik [9]        | 6-4, 6-4                                        |
| Fondo de color indica un partido de la rama femenina |                                                 |                                                 |                                                 |

### Día 12 (14 de julio)
- Cabezas de serie eliminados:
  - Individual masculino:  Rafael Nadal [2]
  - Individual femenino:  Serena Williams [25/PR]
  - Dobles masculino:  Raven Klaasen /  Michael Venus [13]
  - Dobles femenino:  Nicole Melichar /  Květa Peschke [12]
- Orden del día Archivado el 14 de julio de 2018 en Wayback Machine.

| Partidos en los estadios principales                 | Partidos en los estadios principales            | Partidos en los estadios principales            | Partidos en los estadios principales            |
| Partidos en el Estadio Central All England Club      | Partidos en el Estadio Central All England Club | Partidos en el Estadio Central All England Club | Partidos en el Estadio Central All England Club |
| Modalidad                                            | Ganadores                                       | Perdedores                                      | Resultado                                       |
| ---------------------------------------------------- | ----------------------------------------------- | ----------------------------------------------- | ----------------------------------------------- |
| Individual masculino - Semifinales                   | Novak Djokovic [12]                             | Rafael Nadal [2]                                | 6-4, 3-6, 7-6(11-9), 3-6, 10-8                  |
| Individual femenino - Final                          | Angelique Kerber [11]                           | Serena Williams [25/PR]                         | 6-3, 6-3                                        |
| Dobles masculino - Final                             | Mike Bryan [7] Jack Sock [7]                    | Raven Klaasen [7] Michael Venus [13]            | 6-3, 6-7(7-9), 6-3, 5-7, 7-5                    |
| Partidos en el Estadio 1                             |                                                 |                                                 |                                                 |
| Modalidad                                            | Ganadores                                       | Perdedores                                      | Resultado                                       |
| Individual júnior femenino - Final                   | Iga Świątek                                     | Leonie Küng                                     | 6-4, 6-2                                        |
| Leyendas Mayor masculino                             | Henri Leconte Cédric Pioline                    | Patrick McEnroe Jeff Tarango                    | 6-4, 7-5                                        |
| Leyendas masculino                                   | Tommy Haas Mark Philippoussis                   | Thomas Enqvist Thomas Johansson                 | 6-2, 6-7(3-7), [10-8]                           |
| Dobles femenino - Final                              | Barbora Krejčíková [3] Kateřina Siniaková [3]   | Nicole Melichar [12] Květa Peschke [12]         | 6-4, 4-6, 6-0                                   |
| Partidos en el Estadio 3                             |                                                 |                                                 |                                                 |
| Modalidad                                            | Ganadores                                       | Perdedores                                      | Resultado                                       |
| Silla de ruedas - Dobles masculino - Final           | Alfie Hewett [2] Gordon Reid [2]                | Joachim Gérard Stefan Olsson                    | 6-1, 6-4                                        |
| Silla de ruedas - Individual femenino - Final        | Diede de Groot                                  | Aniek van Koot                                  | 6-3, 6-2                                        |
| Silla de ruedas - Quad - Final                       | Andy Lapthorne David Wagner                     | Dylan Alcott Lucas Sithole                      | 6-2, 6-3                                        |
| Silla de ruedas - Dobles femenino - Semifinales      | Sabine Ellerbrock Lucy Shuker                   | Marjolein Buis Aniek van Koot                   | 3-6, 6-4, 6-4                                   |
| Fondo de color indica un partido de la rama femenina |                                                 |                                                 |                                                 |

### Día 13 (15 de julio)
- Cabezas de serie eliminados:
  - Individual masculino:  Kevin Anderson [8]
- Orden del día Archivado el 15 de julio de 2018 en Wayback Machine.

| Partidos en los estadios principales                 | Partidos en los estadios principales            | Partidos en los estadios principales            | Partidos en los estadios principales            |
| Partidos en el Estadio Central All England Club      | Partidos en el Estadio Central All England Club | Partidos en el Estadio Central All England Club | Partidos en el Estadio Central All England Club |
| Modalidad                                            | Ganadores                                       | Perdedores                                      | Resultado                                       |
| ---------------------------------------------------- | ----------------------------------------------- | ----------------------------------------------- | ----------------------------------------------- |
| Individual masculino - Final                         | Novak Djokovic [12]                             | Kevin Anderson [8]                              | 6-2, 6-2, 7-6(7-3)                              |
| Dobles mixto - Final                                 | Alexander Peya Nicole Melichar [11]             | Jamie Murray Victoria Azarenka                  | 7-6(7-1), 6-3                                   |
| Partidos en el Estadio 1                             |                                                 |                                                 |                                                 |
| Modalidad                                            | Ganadores                                       | Perdedores                                      | Resultado                                       |
| Individual júnior masculino - Final                  | Chun-Hsin Tseng [1]                             | Jack Draper                                     | 6-1, 6-7(2-7), 6-4                              |
| Leyendas femenino - Final                            | Kim Clijsters Renae Stubbs                      | Cara Black Martina Navrátilová                  | 6-3, 6-4                                        |
| Leyendas masculino - Final                           | Tommy Haas Mark Philippoussis                   | Craig Fleming Xavier Malisse                    | 7-6(7-4), 6-4                                   |
| Partidos en el Estadio 3                             |                                                 |                                                 |                                                 |
| Modalidad                                            | Ganadores                                       | Perdedores                                      | Resultado                                       |
| Silla de ruedas - Dobles femenino - Final            | Diede De Groot [1] Yui Kamiji [1]               | Sabine Ellerbrock Lucy Shuker                   | 6-1, 6-1                                        |
| Silla de ruedas - Individual masculino - Final       | Stefan Olsson                                   | Gustavo Fernández                               | 6-2, 0-6, 6-3                                   |
| Fondo de color indica un partido de la rama femenina |                                                 |                                                 |                                                 |

## Cabezas de serie
Los cabezas de serie para el Campeonato de Wimbledon 2018 se anuncian el miércoles, 27 de junio de 2018.
Los cabezas de serie se ajustarán en un sistema basado en la superficie para reflejar con más precisión el rendimiento en hierba de acuerdo con la siguiente fórmula, solo aplica a los 32 mejores jugadores de acuerdo con las clasificaciones ATP del 25 de junio de 2018:
- Puntos en la clasificación de la ATP el 25 de junio de 2018.
- Se añaden el 100 % de los puntos ganados en todos los torneos en hierba en los últimos 12 meses (25 de junio de 2017 a 24 de junio de 2018).
- Se añaden el 75 % de los puntos ganados en el mejor torneo de tenis en hierba en los 12 meses antes (25 de junio de 2016 a 24 de junio de 2017).

La columna clasificación y la columna puntos son del 2 de julio de 2018.

### Individual masculino
| N.º | Clasif | Jugador               | Puntos | Puntos por defender | Puntos ganados | Nuevos puntos | Ronda hasta la que avanzó en el torneo            |
| --- | ------ | --------------------- | ------ | ------------------- | -------------- | ------------- | ------------------------------------------------- |
| 1   | 2      | Roger Federer         | 8720   | 2000                | 360            | 7080          | Cuartos de final, perdió ante Kevin Anderson [8]  |
| 2   | 1      | Rafael Nadal          | 8770   | 180                 | 720            | 9310          | Semifinales, perdió ante Novak Djokovic [12]      |
| 3   | 5      | Marin Čilić           | 5060   | 1200                | 45             | 3905          | Segunda ronda, perdió ante Guido Pella            |
| 4   | 3      | Alexander Zverev      | 5755   | 180                 | 90             | 5665          | Tercera ronda, perdió ante Ernests Gulbis [Q]     |
| 5   | 4      | Juan Martín del Potro | 5080   | 45                  | 360            | 5395          | Cuartos de final, perdió ante Rafael Nadal [2]    |
| 6   | 6      | Grigor Dimitrov       | 4780   | 180                 | 10             | 4610          | Primera ronda, perdió ante Stan Wawrinka          |
| 7   | 7      | Dominic Thiem         | 3835   | 180                 | 10             | 3665          | Primera ronda, se retiró ante Marcos Baghdatis    |
| 8   | 8      | Kevin Anderson        | 3635   | 180                 | 1200           | 4655          | Final, perdió ante Novak Djokovic [12]            |
| 9   | 10     | John Isner            | 3045   | 45                  | 720            | 3720          | Semifinales, perdió ante Kevin Anderson [8]       |
| 10  | 9      | David Goffin          | 3110   | 0                   | 10             | 3120          | Primera ronda, perdió ante Matthew Ebden          |
| 11  | 13     | Sam Querrey           | 2130   | 720                 | 90             | 1500          | Tercera ronda, perdió ante Gaël Monfils           |
| 12  | 21     | Novak Djokovic        | 1715   | 360                 | 2000           | 3355          | Campeón, venció a Kevin Anderson [8]              |
| 13  | 32     | Milos Raonic          | 1430   | 360                 | 360            | 1430          | Cuartos de final, perdió ante John Isner [9]      |
| 14  | 11     | Diego Schwartzman     | 2435   | 10                  | 45             | 2470          | Segunda ronda, perdió ante Jiří Veselý            |
| 15  | 18     | Nick Kyrgios          | 1855   | 10                  | 90             | 1935          | Tercera ronda, perdió ante Kei Nishikori [24]     |
| 16  | 20     | Borna Ćorić           | 1745   | 10                  | 10             | 1745          | Primera ronda, perdió ante Daniil Medvédev        |
| 17  | 19     | Lucas Pouille         | 1835   | 45                  | 45             | 1835          | Segunda ronda, perdió ante Dennis Novak [Q]       |
| 18  | 15     | Jack Sock             | 2110   | 45                  | 10             | 2075          | Primera ronda, perdió ante Matteo Berrettini      |
| 19  | 16     | Fabio Fognini         | 2030   | 90                  | 90             | 2030          | Tercera ronda, perdió ante Jiří Veselý            |
| 20  | 12     | Pablo Carreño         | 2145   | 0                   | 10             | 2155          | Primera ronda, perdió ante Radu Albot             |
| 21  | 17     | Kyle Edmund           | 1950   | 45                  | 90             | 1995          | Tercera ronda, perdió ante Novak Djokovic [12]    |
| 22  | 26     | Adrian Mannarino      | 1580   | 180                 | 180            | 1580          | Cuarta ronda, perdió ante Roger Federer [1]       |
| 23  | 31     | Richard Gasquet       | 1465   | 10                  | 10             | 1465          | Primera ronda, perdió ante Gaël Monfils           |
| 24  | 28     | Kei Nishikori         | 1530   | 90                  | 360            | 1800          | Cuartos de final, perdió ante Novak Djokovic [12] |
| 25  | 27     | Philipp Kohlschreiber | 1575   | 10                  | 90             | 1655          | Tercera ronda, perdió ante Kevin Anderson [8]     |
| 26  | 25     | Denis Shapovalov      | 1588   | 0                   | 45             | 1633          | Segunda ronda, perdió ante Benoît Paire           |
| 27  | 23     | Damir Džumhur         | 1665   | 45                  | 45             | 1665          | Segunda ronda, perdió ante Ernests Gulbis [Q]     |
| 28  | 30     | Filip Krajinović      | 1489   | (80)                | 10             | 1419          | Primera ronda, perdió ante Nicolás Jarry          |
| 29  | 29     | Marco Cecchinato      | 1510   | 10                  | 10             | 1510          | Primera ronda, perdió ante Álex de Miñaur         |
| 30  | 34     | Fernando Verdasco     | 1280   | 10                  | 10             | 1280          | Primera ronda, perdió ante Frances Tiafoe         |
| 31  | 35     | Stefanos Tsitsipas    | 1254   | 10                  | 180            | 1399          | Cuarta ronda, perdió ante John Isner [9]          |
| 32  | 36     | Leonardo Mayer        | 1235   | (48)                | 10             | 1197          | Primera ronda, perdió ante Jan-Lennard Struff     |

#### Bajas masculinas notables
| Rank. | Jugador          | Puntos | Puntos por defender | Puntos ganados | Nuevos puntos | Motivo               |
| ----- | ---------------- | ------ | ------------------- | -------------- | ------------- | -------------------- |
| 14    | Roberto Bautista | 2120   | 180                 | 0              | 1940          | Lesión en la ingle   |
| 22    | Hyeon Chung      | 1685   | 0                   | 0              | 1685          | Lesión en el tobillo |
| 24    | Tomáš Berdych    | 1625   | 720                 | 0              | 905           | Lesión de espalda    |
| 33    | Andréi Rubliov   | 1281   | 70                  | 0              | 1211          | Lesión de espalda    |

### Individual femenino
| N.º | Clasif | Jugador                  | Puntos | Puntos por defender | Puntos ganados | Nuevos puntos | Ronda hasta la que avanzó en el torneo              |
| --- | ------ | ------------------------ | ------ | ------------------- | -------------- | ------------- | --------------------------------------------------- |
| 1   | 1      | Simona Halep             | 7871   | 430                 | 130            | 7571          | Tercera ronda, perdió ante Su-Wei Hsieh             |
| 2   | 2      | Caroline Wozniacki       | 6910   | 240                 | 70             | 6740          | Segunda ronda, perdió ante Ekaterina Makarova       |
| 3   | 3      | Garbiñe Muguruza         | 6550   | 2000                | 70             | 4620          | Segunda ronda, perdió ante Alison Van Uytvanck      |
| 4   | 4      | Sloane Stephens          | 5463   | 10                  | 10             | 5463          | Primera ronda, perdió ante Donna Vekić              |
| 5   | 5      | Elina Svitolina          | 5250   | 240                 | 10             | 5020          | Primera ronda, perdió ante Tatjana Maria            |
| 6   | 6      | Caroline Garcia          | 4960   | 240                 | 10             | 4730          | Primera ronda, perdió ante Belinda Bencic           |
| 7   | 8      | Karolína Plíšková        | 4315   | 70                  | 240            | 4485          | Cuarta ronda, perdió ante Kiki Bertens [20]         |
| 8   | 7      | Petra Kvitová            | 4610   | 70                  | 10             | 4550          | Primera ronda, perdió ante Aliaksandra Sasnovich    |
| 9   | 9      | Venus Williams           | 3971   | 1300                | 130            | 2801          | Tercera ronda, perdió ante Kiki Bertens [20]        |
| 10  | 11     | Madison Keys             | 3536   | 70                  | 130            | 3596          | Tercera ronda, perdió ante Evgeniya Rodina [Q]      |
| 11  | 10     | Angelique Kerber         | 3545   | 240                 | 2000           | 5360          | Campeona, venció a Serena Williams [25]             |
| 12  | 12     | Jeļena Ostapenko         | 3437   | 430                 | 780            | 3787          | Semifinales, perdió ante Angelique Kerber [11]      |
| 13  | 13     | Julia Görges             | 3210   | 10                  | 780            | 3980          | Semifinales, perdió ante Serena Williams [25]       |
| 14  | 14     | Daria Kasátkina          | 3165   | 70                  | 430            | 3525          | Cuartos de final, perdió ante Angelique Kerber [11] |
| 15  | 15     | Elise Mertens            | 2635   | 10                  | 130            | 2755          | Tercera ronda, perdió ante Dominika Cibulková       |
| 16  | 16     | Coco Vandeweghe          | 2603   | 430                 | 10             | 2183          | Primera ronda, perdió ante Kateřina Siniaková       |
| 17  | 17     | Ashleigh Barty           | 2435   | 10                  | 130            | 2555          | Tercera ronda, perdió ante Daria Kasátkina [14]     |
| 18  | 18     | Naomi Osaka              | 2350   | 130                 | 130            | 2350          | Tercera ronda, perdió ante Angelique Kerber [11]    |
| 19  | 19     | Magdaléna Rybáriková     | 2310   | 780                 | 10             | 1530          | Primera ronda, perdió ante Sorana Cîrstea           |
| 20  | 20     | Kiki Bertens             | 2090   | 10                  | 430            | 2510          | Cuartos de final, perdió ante Julia Görges [13]     |
| 21  | 21     | Anastasija Sevastova     | 2005   | 70                  | 10             | 1945          | Primera ronda, perdió ante Camila Giorgi            |
| 22  | 24     | Johanna Konta            | 1866   | 780                 | 70             | 1156          | Segunda ronda, perdió ante Dominika Cibulková       |
| 23  | 23     | Barbora Strýcová         | 1915   | 70                  | 130            | 1975          | Tercera ronda, perdió ante Julia Görges [13]        |
| 24  | 22     | María Sharápova          | 1943   | 0                   | 10             | 1953          | Primera ronda, perdió ante Vitalia Diatchenko [Q]   |
| 25  | 181    | Serena Williams          | 315    | 0                   | 1300           | 1615          | Final, perdió ante Angelique Kerber [11]            |
| 26  | 25     | Daria Gavrilova          | 1765   | 10                  | 130            | 1885          | Tercera ronda, perdió ante Aliaksandra Sasnovich    |
| 27  | 26     | Carla Suárez             | 1677   | 70                  | 130            | 1737          | Tercera ronda, perdió ante Belinda Bencic           |
| 28  | 27     | Anett Kontaveit          | 1656   | 130                 | 130            | 1656          | Tercera ronda, perdió ante Alison Van Uytvanck      |
| 29  | 28     | Mihaela Buzărnescu       | 1648   | (85)                | 130            | 1693          | Tercera ronda, perdió ante Karolína Plíšková [7]    |
| 30  | 29     | Anastasia Pavlyuchenkova | 1596   | 10                  | 10             | 1596          | Primera ronda, perdió ante Su-Wei Hsieh             |
| 31  | 31     | Shuai Zhang              | 1545   | 10                  | 10             | 1545          | Primera ronda, perdió ante Andrea Petković          |
| 32  | 30     | Agnieszka Radwańska      | 1580   | 240                 | 70             | 1410          | Segunda ronda, perdió ante Lucie Šafářová           |

## Cabezas de serie dobles
| Jugadores             | Jugadores              | Clasif | N.º |
| --------------------- | ---------------------- | ------ | --- |
| Oliver Marach         | Mate Pavić             | 3      | 1   |
| Łukasz Kubot          | Marcelo Melo           | 7      | 2   |
| Henri Kontinen        | John Peers             | 15     | 3   |
| Pierre-Hugues Herbert | Nicolas Mahut          | 19     | 4   |
| Jamie Murray          | Bruno Soares           | 27     | 5   |
| Juan Sebastián Cabal  | Robert Farah           | 28     | 6   |
| Mike Bryan            | Jack Sock              | 31     | 7   |
| Nikola Mektić         | Alexander Peya         | 37     | 8   |
| Aisam-ul-Haq Qureshi  | Jean-Julien Rojer      | 44     | 9   |
| Ivan Dodig            | Rajeev Ram             | 46     | 10  |
| Pablo Cuevas          | Marcel Granollers      | 50     | 11  |
| Rohan Bopanna         | Édouard Roger-Vasselin | 50     | 12  |
| Raven Klaasen         | Michael Venus          | 53     | 13  |
| Ben McLachlan         | Jan-Lennard Struff     | 61     | 14  |
| Dominic Inglot        | Franko Škugor          | 66     | 15  |
| Max Mirnyi            | Philipp Oswald         | 75     | 16  |

| Jugadoras          | Jugadoras           | Clasif | N.º |
| ------------------ | ------------------- | ------ | --- |
| Tímea Babos        | Kristina Mladenovic | 12     | 1   |
| Andrea Hlaváčková  | Barbora Strýcová    | 12     | 2   |
| Barbora Krejčíková | Kateřina Siniaková  | 15     | 3   |
| Andreja Klepač     | María José Martínez | 26     | 4   |
| Yung-Jan Chan      | Shuai Peng          | 27     | 5   |
| Gabriela Dabrowski | Yifan Xu            | 27     | 6   |
| Hao-Ching Chan     | Zhaoxuan Yang       | 34     | 7   |
| Elise Mertens      | Demi Schuurs        | 41     | 8   |
| Kiki Bertens       | Johanna Larsson     | 45     | 9   |
| Ashleigh Barty     | Coco Vandeweghe     | 48     | 10  |
| Raquel Atawo       | Anna-Lena Grönefeld | 49     | 11  |
| Nicole Melichar    | Květa Peschke       | 51     | 12  |
| Kirsten Flipkens   | Monica Niculescu    | 63     | 13  |
| Lucie Hradecká     | Su-Wei Hsieh        | 67     | 14  |
| Irina-Camelia Begu | Mihaela Buzărnescu  | 72     | 15  |
| Lyudmyla Kichenok  | Alla Kudryavtseva   | 77     | 16  |
| Vania King         | Katarina Srebotnik  |        | 17  |

### Dobles mixto
| Jugadores              | Jugadores           | Clasif | N.º |
| ---------------------- | ------------------- | ------ | --- |
| Mate Pavić             | Gabriela Dabrowski  | 10     | 1   |
| Bruno Soares           | Ekaterina Makarova  | 15     | 2   |
| Ivan Dodig             | Yung-Jan Chan       | 21     | 3   |
| Jean-Julien Rojer      | Demi Schuurs        | 27     | 4   |
| Nikola Mektić          | Hao-Ching Chan      | 29     | 5   |
| Édouard Roger-Vasselin | Andrea Hlaváčková   | 31     | 6   |
| Robert Farah           | Anna-Lena Grönefeld | 34     | 7   |
| Rajeev Ram             | Andreja Klepač      | 42     | 8   |
| Michael Venus          | Katarina Srebotnik  | 51     | 9   |
| Juan Sebastián Cabal   | Abigail Spears      | 52     | 10  |
| Alexander Peya         | Nicole Melichar     | 52     | 11  |
| Matwé Middelkoop       | Johanna Larsson     | 55     | 12  |
| Max Mirnyi             | Květa Peschke       | 56     | 13  |
| Ben McLachlan          | Eri Hozumi          | 59     | 14  |
| Marcelo Demoliner      | María José Martínez | 61     | 15  |
| Henri Kontinen         | Heather Watson      | 65     | 16  |

## Invitados
| - Liam Broady - Jay Clarke - Denis Kudla - Sergiy Stakhovsky | - Katie Boulter - Naomi Broady - Harriet Dart - Katy Dunne - Ons Jabeur - Tereza Smitková - Katie Swan - Gabriella Taylor |

| - Luke Bambridge / Jonny O'Mara - Alex Bolt / Lleyton Hewitt - Liam Broady / Scott Clayton - Jay Clarke / Cameron Norrie - Jürgen Melzer / Daniel Nestor - Frederik Nielsen / Joe Salisbury | - Katie Boulter / Katie Swan - Naomi Broady / Asia Muhammad - Harriet Dart / Katy Dunne |

| - Luke Bambridge / Katie Boulter - Jay Clarke / Harriet Dart - Dominic Inglot / Samantha Stosur - Thanasi Kokkinakis / Ashleigh Barty - Joe Salisbury / Katy Dunne |

## Clasificación
| 1. Christian Harrison 2. Ruben Bemelmans 3. Dennis Novak 4. Grégoire Barrère 5. Stefano Travaglia 6. Norbert Gomboš 7. Stéphane Robert 8. Jason Kubler 9. Yannick Maden 10. John-Patrick Smith 11. Christian Garin 12. Ernests Gulbis 13. Alex Bolt 14. Benjamin Bonzi 15. Bradley Klahn 16. Thomas Fabbiano | 1. Alexandra Dulgheru 2. Eugénie Bouchard 3. Sara Sorribes 4. Antonia Lottner 5. Claire Liu 6. Vera Zvonareva 7. Viktoriya Tomova 8. Mona Barthel 9. Evgeniya Rodina 10. Elena-Gabriela Ruse 11. Vitalia Diatchenko 12. Barbora Štefková |

| 1. N. Sriram Balaji / Vishnu Vardhan 2. Kevin Krawietz / Andreas Mies 3. Andre Begemann / Yasutaka Uchiyama 4. Austin Krajicek / Jeevan Nedunchezhiyan | 1. Ysaline Bonaventure / Bibiane Schoofs 2. Alexa Guarachi / Erin Routliffe 3. Xinyun Han / Luksika Kumkhum 4. Arina Rodiónova / Maryna Zanevska |

## Campeones defensores
| Evento                      | Campeones de 2017                | Campeones de 2018                     |
| --------------------------- | -------------------------------- | ------------------------------------- |
| Individual masculino        | Roger Federer                    | Novak Djokovic                        |
| Individual femenino         | Garbiñe Muguruza                 | Angelique Kerber                      |
| Dobles masculino            | Łukasz Kubot Marcelo Melo        | Mike Bryan Jack Sock                  |
| Dobles femenino             | Ekaterina Makarova Elena Vesnina | Barbora Krejčíková Kateřina Siniaková |
| Dobles mixto                | Martina Hingis Jamie Murray      | Alexander Peya Nicole Melichar        |
| Individual júnior masculino | Alejandro Davidovich             | Chun-Hsin Tseng                       |
| Individual júnior femenino  | Claire Liu                       | Iga Świątek                           |
| Dobles júnior masculino     | Axel Geller Hsu Yu-hsiou         | Yankı Erel Otto Virtanen              |
| Dobles júnior femenino      | Olga Danilović Kaja Juvan        | Xinyu Wang Xiyu Wang                  |

## Campeones

### Sénior

#### Individual masculino
Novak Djokovic venció a  Kevin Anderson por 6-2, 6-2, 7-6

#### Individual femenino
Angelique Kerber venció a  Serena Williams por 6-3, 6-3

#### Dobles masculino
Mike Bryan /  Jack Sock vencieron a  Raven Klaasen /  Michael Venus por 6-3, 6-7(7-9), 6-3, 5-7, 7-5

#### Dobles femenino
Barbora Krejčíková /  Kateřina Siniaková vencieron a  Nicole Melichar /  Květa Peschke por 6-4, 4-6, 6-0

#### Dobles mixtos
Alexander Peya /  Nicole Melichar vencieron a  Jamie Murray /  Victoria Azarenka por 7-6(7-1), 6-3

### Júnior

#### Individual masculino
Chun-Hsin Tseng venció a  Jack Draper por 6-1, 6-7(2-7), 6-4

#### Individual femenino
Iga Świątek venció a  Leonie Küng por 6-4, 6-2

#### Dobles masculino
Yankı Erel /  Otto Virtanen vencieron a  Nicolás Mejía /  Ondřej Štyler por 7-6(7-5), 6-4

#### Dobles femenino
Xinyu Wang /  Xiyu Wang vencieron a  Caty McNally /  Whitney Osuigwe por 6-2, 6-1

### Leyendas

#### Leyendas masculino
Tommy Haas /  Mark Philippoussis venció a  Colin Fleming /  Xavier Malisse por 7-6(7-4), 6-4

#### Leyendas femenino
Kim Clijsters /  Rennae Stubbs vencieron a  Cara Black /  Martina Navrátilová por 6-3, 6-4

#### Leyendas Mayor masculino
Jonas Björkman /  Todd Woodbridge vencieron a  Richard Krajicek /  Mark Petchey por 6-4, 6-3

### Silla de ruedas

#### Individual masculino
Stefan Olsson venció a  Gustavo Fernández por 6-2, 0-6, 6-3

#### Individual femenino
Diede de Groot venció a  Aniek van Koot por 6-3, 6-2

#### Dobles masculino
Alfie Hewett /  Gordon Reid vencieron a  Joachim Gérard /  Stefan Olsson por 6-1, 6-4

#### Dobles femenino
Diede de Groot /  Yui Kamiji vencieron a  Sabine Ellerbrock /  Lucy Shuker por 6-1, 6-1

#### Quad
Andrew Lapthorne /  David Wagner vencieron a  Dylan Alcott /  Lucas Sithole por 6-2, 6-3